# Gaudenzio Binaschi
Gaudenzio Bernardo Binaschi (Tornaco, 31 marzo 1883 – Pinerolo, 23 maggio 1968) è stato un vescovo cattolico italiano.

## Biografia
Nacque a Tornaco, in provincia e diocesi di Novara, il 31 marzo 1883.

### Formazione e ministero sacerdotale
Fin da piccolo entrò nel seminario diocesano e il 1º maggio 1906 venne ordinato sacerdote. Dal 1912 al 1915 fu insegnante al seminario diocesano all'Isola di San Giulio. Dal 1915 al 1918 fu cappellano militare e successivamente, dal 1919 al 1923 parroco di Varallo Pombia.
Nel 1923 venne nominato prevosto della collegiata di San Vittore a Intra, incarico che mantenne fino alla nomina episcopale.

### Ministero episcopale
Il 20 gennaio 1930 papa Pio XI lo nominò vescovo di Pinerolo; succedette ad Angelo Bartolomasi, precedentemente nominato arcivescovo ordinario militare in Italia. Il 30 marzo seguente ricevette l'ordinazione episcopale, nella collegiata di San Vittore ad Intra, dal vescovo di Novara Giuseppe Castelli, co-consacranti i vescovi Nicola Milone, di Alessandria, e Quirico Travaini, di Fossano. L'11 maggio prese possesso della diocesi di Pinerolo.
Fu vescovo di Pinerolo per oltre trent'anni. Partecipò come padre conciliare alle prime tre sessioni del Concilio Vaticano II. Il 22 maggio 1960 fu il principale consacratore di Albino Mensa, vescovo eletto di Ivrea.
Il 29 settembre 1966, pur conservando il titolo di vescovo, rassegnò le dimissioni per motivi di salute: il vescovo ausiliare Bartolomeo Santo Quadri guidò la diocesi come amministratore apostolico sede plena. Morì il 23 maggio 1968 a Pinerolo. È sepolto nella cripta della cattedrale di Pinerolo.

## Genealogia episcopale e successione apostolica
La genealogia episcopale è:
- Cardinale Scipione Rebiba
- Cardinale Giulio Antonio Santori
- Cardinale Girolamo Bernerio, O.P.
- Arcivescovo Galeazzo Sanvitale
- Cardinale Ludovico Ludovisi
- Cardinale Luigi Caetani
- Cardinale Ulderico Carpegna
- Cardinale Paluzzo Paluzzi Altieri degli Albertoni
- Papa Benedetto XIII
- Papa Benedetto XIV
- Cardinale Enrico Enriquez
- Arcivescovo Manuel Quintano Bonifaz
- Cardinale Buenaventura Córdoba Espinosa de la Cerda
- Cardinale Giuseppe Maria Doria Pamphilj
- Papa Pio VIII
- Papa Pio IX
- Cardinale Gustav Adolf von Hohenlohe-Schillingsfürst
- Arcivescovo Salvatore Magnasco
- Cardinale Gaetano Alimonda
- Cardinale Agostino Richelmy
- Vescovo Giuseppe Castelli
- Vescovo Gaudenzio Binaschi

La successione apostolica è:
- Arcivescovo Albino Mensa (1960)